# Polypedates chlorophthalmus
Polypedates chlorophthalmus es una especie de anfibio anuro de la familia Rhacophoridae.

## Distribución geográfica
Esta especie es endémica del estado de Sarawak en el este de Malasia, en la isla de Borneo. Es conocido por el momento solo en la localidad típica ubicada a 1350 m sobre el nivel del mar en el Monte Murud.

## Descripción
El único espécimen conocido de Polypedates chlorophthalmus, una hembra, tiene una longitud de 62 mm.

## Etimología
El nombre de la especie está compuesto del griego chloros, "verde" y ophthalmos, "ojo", se refiere al color verde de sus ojos.

## Publicación original
- Das, 2005: A new species of Polypedates (Anura: Rhacophoridae) from Gunung Murud, Sarawak (Northwestern Borneo). The Raffles Bulletin of Zoology, vol. 53, n.º 2, p. 265-270[4]